# Astrid Kirchherr
Astrid Kirchherr (Hamburgo, Alemania, 20 de mayo de 1938 - Ibidem., 12 de mayo de 2020) fue una fotógrafa y artista alemana conocida por su relación con la banda The Beatles (junto con sus amigos Klaus Voormann y Jürgen Vollmer) y sus fotografías del grupo cuando este se encontraba en Hamburgo.
Conoció a Stuart Sutcliffe en la discoteca Kaiserkeller de Hamburgo en 1960, cuando él tocaba el bajo con The Silver Beatles, y más tarde estuvo comprometida con él antes de su muerte en 1962.[cita requerida]
Aunque Kirchherr admitió haber realizado poco trabajo fotográfico desde 1967, su obra se exhibió en Hamburgo, Bremen, Londres, Liverpool, Nueva York, Washington D. C., Tokio, Viena y en el Salón de la Fama del Rock. También publicó tres libros de edición limitada de fotografías.[cita requerida]

## Primeros años
Nació en 1938 en Hamburgo (Alemania), hija de un antiguo ejecutivo de la sección alemana de Ford Motor Company. Durante la Segunda Guerra Mundial, su familia fue evacuada al mar Báltico, donde recordaba haber visto cadáveres en la playa después que las naves Cap Arcona y SS Deutschland fueran bombardeadas y naufragaran. También fue testigo del ruinoso estado en el que había quedado la ciudad de Hamburgo cuando su familia regresó a la ciudad. Tras la muerte de su padre Astrid fue criada por su madre, Nielsa Kirchherr, en el suburbio de Altona, en Hamburgo.
Después de su graduación, se matriculó en el Meisterschule für Mode, Textil, Graphik und Werbung —una escuela de arte de Hamburgo— para estudiar diseño de modas. Sin embargo, demostró tener talento para la fotografía en blanco y negro. Reinhard Wolf, el profesor principal de fotografía, le convenció para que cambiara de carrera y le prometió que la contrataría como su asistente cuando se graduara. Trabajó para Wolf desde 1959 hasta 1963.
A finales de los años 1950 y principios de los años 1960, estuviero envuelta junto con sus amigos de la escuela de arte en el movimiento existencialista europeo, cuyos seguidores fueron apodados Exis por John Lennon. En 1995, declaró a la BBC Radio Merseyside:

Nuestra filosofía entonces —porque éramos solo niños pequeños— era vestirnos de negro y parecer deprimidos. Por supuesto, nosotros sabíamos quién era Jean-Paul Sartre. Fuimos inspirados por todos los escritores y artistas franceses porque era lo más cerca que podíamos llegar. Inglaterra estaba tan lejos y Estados Unidos estaba fuera de nuestro alcance, por lo que Francia era el lugar más cercano. Sacamos toda la información posible sobre Francia y tratamos de vestirnos como existencialistas franceses... Queríamos ser libres, queríamos ser diferentes y tratar de ser cool, como lo llamamos ahora.

## The Beatles
Kirchherr, Voormann y Vollmer asistieron juntos al Meisterschule y tuvieron las mismas ideas acerca de la moda, la cultura y la música. En 1960, después de que Kirchherr y Vollmer conversaron con Voormann, este vagó por la calle Reeperbahn en el distrito de St. Pauli y escuchó la música que salía de la discoteca Kaiserkeller. Voormann entró al lugar y observó la presentación de un grupo llamado The Silver Beatles. Voormann pidió a Kirchherr y Vollmer que escucharan esta nueva música y, tras visitar el Kaiserkeller al día siguiente, Kirchherr decidió que quería estar tan cerca de The Beatles como le fuera posible. Ellos desconocían que ese género era llamado rock and roll y con anterioridad sólo habían escuchado trad jazz mezclado con un poco de Nat King Cole y The Platters. El trío continuó visitando el Kaiserkeller casi todas las noches, llegando a las 9 p. m. y sentándose en frente del escenario. Kirchherr dijo más tarde:

Era como un carrusel en mi cabeza. Ellos eran absolutamente impactantes... Toda mi vida cambió en un par de minutos. Todo lo que quería era estar con ellos y conocerlos.

Kirchherr dijo que ella, Voormann y Vollmer se sentían culpables de ser alemanes y de la historia reciente de Alemania. Conocer a The Beatles fue algo muy especial para ella, aunque sabía que los ingleses pensarían que ella comía chucrut y que hablarían de su fuerte acento alemán. Stuart Sutcliffe, el bajista del grupo, estaba fascinado con el trío, especialmente Kirchherr, a pesar de que parecían «verdaderos bohemios». Bill Harry ha comentado que cuando Kirchherr entraba a algún lugar, todas las cabezas se volvían hacia ella y que siempre cautivaba a toda la habitación. Sutcliffe le escribió a un amigo que no podía quitarle los ojos de encima y que había tratado de hablar con Kirchherr durante un receso, pero ella ya había salido del lugar. Esto se debió a la estricta ley alemana que prohibía a los jóvenes frecuentar bares pasadas las 10 de la noche.
Sutcliffe se las arregló para conocerlos y descubrió que los tres habían asistido al Meisterschule, que era el mismo tipo de escuela de arte a la que John Lennon y él habían asistido en Liverpool. Kirchherr le preguntó a The Beatles si les importaría que les hiciera una sesión fotográfica, lo que les impresionó, ya que otros grupos solo tenían fotografías instantáneas tomadas por amigos. A la mañana siguiente, Kirchherr los fotografió en un parque municipal llamado "der Dom", cerca de la Reeperbahn, y por la tarde los llevó a todos (excepto a Pete Best, quien decidió no ir) a casa de su madre en Altona. La habitación de Kirchherr (que era completamente negra, incluyendo los muebles, y con papel de aluminio en las paredes y la rama de un árbol suspendida en el cielo raso) estaba decorada especialmente por Voormann, con quien ella tenía una relación, aunque tras sus visitas al Kaiserkeller se volvió puramente platónica. Kirchherr empezó a salir con Sutcliffe, aunque siguió siendo amiga cercana de Voormann.
Kirchherr dio a Sutcliffe y al resto de The Beatles Preludin que, si se tomaba con cerveza, los hacía sentir eufóricos y los ayudaba a mantenerse despiertos hasta la madrugada. The Beatles habían usado Preludin anteriormente, aunque sólo era posible obtenerla con una prescripción médica, por lo que la madre de Kirchherr la conseguíría de un farmacéutico local, que se la entregaba sin preguntarle nada. Después de conocer a Kirchherr, John Lennon llenaba sus cartas a Cynthia Powell con «Astrid dijo esto, Astrid hizo aquello», lo que hizo que Powell se sintiera celosa hasta que se dio cuenta de que Sutcliffe mantenía una relación con Kirchherr. Cuando Powell visitó Hamburgo junto a Dot Rhone (la novia de Paul McCartney por aquel entonces) en abril de 1961, se quedaron en casa de Kirchherr. En agosto de 1963, Kirchherr se reunió con Lennon y Cynthia en París mientras ellos estaban en una luna de miel tardía y Kirchherr viajó allí con una amiga durante unas vacaciones. Los cuatro fueron de bar en bar y finalmente terminaron yendo al hotel donde Kirchherr se hospedaba y terminaron durmiendo todos juntos en la cama individual de Kirchherr. The Beatles se encontraron de nuevo con Kirchherr durante el rodaje de A Hard Day's Night en 1964 y en Hamburgo en 1966, mientras realizaban una gira por Alemania. Kirchherr le dio a Lennon las cartas que le había escrito a Sutcliffe durante 1961 y 1962, lo cual fue considerado por Lennon como "el mejor regalo que he tenido en años."

### Corte de cabello de The Beatles
Kirchherr fue acreditada como la inventora del corte de cabello moptop de The Beatles. Sin embargo, ella lo ha negado y es citada por Keith Badman en The Beatles Off The Record:

Toda esa tontería que la gente dijo, que yo creé su corte de pelo, ¡eso es porquería! Muchos jóvenes alemanes tenían el mismo estilo. Stuart lo llevó por un tiempo y los otros lo copiaron. Yo creo que la cosa más importante con la que contribuí a ellos fue nuestra amistad.

En 1995, Kirchherr declaró a la BBC Radio Merseyside:

Todos mis amigos en la escuela de arte usaban este tipo de... lo que ustedes llaman 'corte de pelo Beatle'. Mi novio de entonces, Klaus Voormann, tenía ese mismo corte y a Stuart le gustó muchísimo. Él fue el primero que realmente tuvo el valor de quitarse la Brylcreem del cabello y pedirme que se lo cortara.

## Stuart Sutcliffe
Stuart Sutcliffe escribió a sus amigos que estaba enamorado de Kirchherr y le preguntó a los amigos de ella qué colores, películas, libros y pintores le gustaban y quién le gustaba. Pete Best comentó que el inicio de la relación fue como "uno de esos cuentos de hadas." Kirchherr y Sutcliffe se comprometieron en noviembre de 1960 e intercambiaron anillos siguiendo la tradición alemana. Sutcliffe les escribió a sus padres contándoles su compromiso, lo cual les impactó, ya que pensaban que él abandonaría su carrera como artista. Kirchherr prestó dinero a Sutcliffe para que viajara a Liverpool en febrero de 1961, aunque regresó a Hamburgo en marzo.
La pareja viajó a Liverpool en el verano de 1961, ya que Kirchherr quería conocer a la familia de Sutcliffe y la ciudad antes de su matrimonio. Todos esperaban una extraña artista beatnik de Hamburgo, pero Kirchherr llegó a la casa de la familia en Aigburth llevando una orquídea como regalo y vestida con un suéter de cachemira y una falda de sastre. En 1962, Sutcliffe tuvo un colapso en medio de una clase de arte en Hamburgo. Él sufría fuertes dolores de cabeza y la madre de Kirchherr hizo que varios doctores alemanes lo examinaran, aunque ninguno fue capaz de determinar la causa de tales dolores. Mientras vivía en la casa de los Kirchherr, su estado empeoró. El 10 de abril de 1962, Sutcliffe fue llevado al hospital y Kirchherr lo acompañó en la ambulancia, pero murió antes de llegar al centro sanitario. Tres días más tarde, Kirchherr recibió a The Beatles en el Aeropuerto de Hamburgo, donde les dijo que Sutcliffe había muerto de una hemorragia cerebral, noticia que dejó destrozados a los miembros de la banda, sobre todo a John Lennon, ya que era su amigo íntimo.

## Fotografía
En 1964 Kirchherr se convirtió en una fotógrafa freelancer y junto a su colega Max Scheler tomó fotografías de The Beatles durante el rodaje de A Hard Day's Night como un encargo para la revista alemana Stern. Más tarde, George Harrison le pediría a Kirchherr que realizara la cubierta de su álbum Wonderwall Music en 1969. Kirchherr y Scheler publicaron un aviso en el Liverpool Echo en 1964 diciendo que a cualquier grupo que quisiera una fotografía en frente del St. George's Hall se le pagaría una libra esterlina por cada músico, pero más de 200 grupos aparecieron y Kirchherr y Scheler se quedaron sin dinero rápidamente.
Kirchherr publicó sus fotografías en 1995, en un libro llamado Liverpool Days, es una colección, edición limitada, de fotografías en blanco y negro. En 1999, se publicó otro libro llamado Hamburg Days (dos volúmenes de edición limitada) con fotografías tomadas por Kirchherr y dibujos realizados por Voormann. Los dibujos son representaciones de lugares y situaciones que Voormann recordaba claramente, pero que nunca habían sido fotografiados por Kirchherr o cuyas fotografías se habían extraviado.
Kirchherr describió lo difícil que era ser aceptada como fotógrafa en los años 1960:

Cada revista y periódico quería que fotografiara a The Beatles de nuevo. O querían mis fotos viejas, sin importar si estaban fuera de foco o si eran bonitas o no. Ellos no verían mis otros trabajos. Era muy difícil ser aceptada como chica fotógrafa en los sesentas. Al final lo dejé. Casi no he tomado fotos desde 1967.

Kirchherr dijo que When We Was Fab, publicado por Genesis Publications en 2007, sería su último libro de fotografía:

He decidido que es tiempo de crear un libro en el cual esté totalmente envuelta para que contenga las fotos que más me gustan, impresas de la manera que yo lo haría, incluso el texto y diseño... Este libro soy yo y es por eso que será el último.

Kirchherr expresó su admiración por otros fotógrafos, tales como Annie Leibovitz, Irving Penn, Richard Avedon, Jim Rakete y Reinhard Wolf, y por los cineastas franceses François Truffaut y Jean Cocteau. Kirchherr dijo que sus fotografías favoritas eran las que le tomó a Sutcliffe en el mar Báltico y las de Lennon y Harrison en su ático en el 45a Eimsbütteler Strasse. Ella expresó sus reservas hacia la fotografía digital, diciendo que un fotógrafo debería concentrarse en el arte de la fotografía y no en los resultados técnicos, aunque ha admitido tener pocos conocimientos de computación y estar «asustada de Internet».
Kirchherr admitió que no era buena en los negocios y que no es lo suficientemente organizada, ya que nunca se ha preocupado de los negativos de sus fotografías para poder probar su autoría. Su socio Ulf Krüger, un compositor y productor discográfico, encontró exitosamente muchos de los negativos de Astrid así como varias fotografías, a las cuales reservó los derechos de autor, aunque él cree que Kirchherr ha perdido 500 000 libras esterlinas debido a la gente que usó sus fotografías sin permiso. En julio de 2001, Kirchherr visitó Liverpool para la inauguración de una exposición de su trabajo en la galería de arte de Mathew Street, cerca de la antigua localización del Cavern Club. También apareció como invitada en la Semana del Festival de The Beatles de la ciudad durante el bank holiday de agosto. El trabajo de Kirchherr fue exhibido internacionalmente en lugares como Hamburgo, Bremen, Londres, Liverpool, Nueva York, Washington D. C., Tokio, Viena y en el Salón de la Fama del Rock.

## Últimos años
En 1967, Kirchherr se casó con el baterista inglés Gibson Kemp, quien había reemplazado a Ringo Starr en el grupo Rory Storm and the Hurricanes. El matrimonio terminó en divorcio siete años más tarde. Kirchherr se unió en segundas nupcias a un hombre de negocios alemán, pero se volvió a divorciar en 1985.
Kirchherr trabajó como consejera en el filme Backbeat, el cual mostraba a Kirchherr, Sutcliffe y The Beatles cuando estuvieron en Hamburgo. El actor Stephen Dorff (quien interpretó a Sutcliffe en la película) impresionó a Kirchherr, quien comentó que él tenía la edad adecuada (19 años en ese entonces) y la manera en que fumaba, hablaba y se movía eran tan similares a las de Sutcliffe que le pusieron la piel de gallina. El papel de Kirchherr fue interpretado por Sheryl Lee.
Desde mediados de los años 1990, Kirchherr y Krüger regentaron la tienda fotográfica K&K en Hamburgo, la cual ofrecía fotografías personalizadas, libros y obras de arte. K&K ayuda a organizar, en algunas ocasiones, convenciones de The Beatles y otros eventos relacionados con la banda en el área de Hamburgo.
Falleció en Hamburgo a los ochenta y un años el 12 de mayo de 2020.